# Genivolta
Genivolta (lombardul: Geniòlta) település Olaszországban, Lombardia régióban, Cremona megyében. Lakosainak száma 1112 fő (2023. január 1.). Genivolta Azzanello, Cumignano sul Naviglio, Soresina, Soncino, Villachiara és Casalmorano községekkel határos.

## Népesség
A település lakossága az elmúlt években az alábbi módon változott:
| Lakosok száma | 1219 | 1196 | 1163 | 1112 |
|               | 2013 | 2017 | 2018 | 2023 |